# Ernst Sucharipa
Ernst Sucharipa (* 24. Juli 1947 in Wien; † 20. Juni 2005 ebenda) war ein österreichischer Diplomat.

## Leben
1965 maturierte Sucharipa in Wien. Sein Jusstudium an der Universität Wien schloss er 1969 ab. Von 1970 bis 1972 war er Universitätsassistent und später Lehrbeauftragter am Institut für Völkerrecht und Internationale Beziehungen der Johannes-Kepler-Universität Linz. 1972 leistete er seinen Grundwehrdienst ab, bis 1974 absolvierte er danach die Diplomatische Akademie in Wien und wurde in den Auswärtigen Dienst aufgenommen, wo er zunächst im Völkerrechtsbüro tätig war.
Von 1976 bis 1980 war Sucharipa der Ständigen Vertretung Österreichs bei den Vereinten Nationen in New York City zugeteilt. Im Anschluss daran war er für drei Jahre an der österreichischen Botschaft in Ost-Berlin tätig. 1984/85 war Sucharipa stellvertretender Kabinettschef von Außenminister Leopold Gratz, 1985 übernahm er dann die Kabinettsleitung. Ab 1987 leitete er die Ostabteilung des Außenministeriums, 1990 rückte er zum Leiter der Politischen Sektion auf. 1993 wurde er UNO-Botschafter. Er setzte sich bei den Vereinten Nationen für eine Abschwächung des Vetorechts der Ständigen Mitglieder ein. 1994 wurde er Vizepräsident der UN-Generalversammlung, 1995 Ko-Vorsitzender der Arbeitsgruppe zur Finanzlage der Vereinten Nationen.
Er hatte als Sonderbotschafter für Restitutionsfragen in den Jahren 2000 und 2001 einen wesentlichen Anteil daran, dass in nur wenigen Monaten das Washingtoner Abkommen verhandelt und abgeschlossen werden konnte, auf dessen Grundlage der Allgemeine Entschädigungsfonds errichtet wurde. Im Wesentlichen umfasste das Washingtoner Abkommen drei Maßnahmen:
- Eine Pauschalabgeltung in der Höhe von 7.000 Dollar für entzogene Mietrechte und Hausrat
- Entschädigungen für größere Verluste
- Die Rückgabe von Immobilien, die jetzt der öffentlichen Hand gehören

Die Pauschalzahlungen sind für mehr als 20.000 Anspruchsberechtigte praktisch abgeschlossen. Der mit 210 Millionen Dollar dotierte Allgemeine Entschädigungsfonds für die größeren Vermögensverluste kann aber erst mit den Auszahlungen beginnen, wenn die letzte in den USA noch offene Sammelklage abgeschlossen ist und Rechtssicherheit besteht.
Erst im September 2004 war Sucharipa als Botschafter für das Vereinigte Königreich designiert worden.
Von 1999 bis zu 2005 leitete er die Diplomatische Akademie in Wien.

## Auszeichnungen
- 2001: Großes Goldenes Ehrenzeichen für Verdienste um die Republik Österreich[1]
- 2005: Großes Silbernes Ehrenzeichen mit dem Stern für Verdienste um die Republik Österreich[2]